# Хенри Дейвид Торо
Хенри Дейвид Торо (на английски: Henry David Thoreau) е американски писател и философ, известен най-вече с автобиографичната си книга Уолдън (1854). В нея той разказва за доброволния си изгнанически живот в колиба край едноименното езеро. Книгата е възхвала на семплия живот сред природата. Торо е една от водещите фигури в движението трансцендентализъм, чиито идеи той не само изповядва на теория, но и доказва на практика чрез примера на собствения си живот:
„Бях се самоназначил за инспектор на дъждовните и снежни бури, и изпълнявах задълженията си добросъвестно, въпреки че не получавах нито цент за това.“

## Ранни години
Хенри Дейвид Торо е роден в Конкорд, Масачузетс, на 12 юли 1817 г. Завършва Харвард през 1837. През 1835 заболява от туберкулоза. След завършването си работи известно време като учител, а по-късно отваря собствено училище заедно с брат си и двамата преподават в него. Повратна точка в живота му става срещата с Ралф Уолдо Емерсън в Конкорд. Торо се премества да живее в дома на Емерсън и прекарва там две години, като помага в домакинството и градината.

## Уолдън
През 1845 г. Торо сам си построява малка дървена къщичка на брега на езерото Уолдън върху земя, която е собственост на Емерсън. Материалите за строежа му излизат 28 долара. Той с радост заживява в колибката си, като се храни с вегетарианска храна и само понякога се отбива в близкото селище за някои покупки и, най-вече, за да поговори с хора. За всичко това се разказва в книгата му Уолдън. Животът му сред природата продължава точно 2 години, 2 месеца и 2 дни между 1845 и 1847 г. Влошеното здраве принуждава Торо да се откаже. „Ние сме раса от безволеви хора и нашите интелектуални полети рядко стигат по-високо от колоните на всекидневниците“, пише Торо в главата „Четене“. Сред най-интересните глави на книгата са разказите за срещите му с канадски дървосекач, ирландско семейство заселници, отиването му пеша до Конкорд, а главата „Уолдън през зимата“ се счита за една от най-поетичните зимни картини с думи. Описанието на бобовите му лехи вдъхновява по-късно ирландския поет Уилям Бътлър Йейтс (носител на Нобелова награда, 1923) да напише прочутото си стихотворение „Езерния остров Инисфрий“. Макар че „Уолдън“ вдъхновява много творци и се превръща в символ на мечтата за бягство от цивилизацията, Торо всъщност отива там, снабден с пирони, дървен строителен материал, дрехи, семена и други продукти на цивилизацията, необходими за оцеляването му, а приятели му помагат да постави покрива върху къщичката.

## Гражданско неподчинение
През 1846 г. Торо отказва да плати данъците си в знак на протест срещу Мексиканско-американската война и продължаващото робство на чернокожото население в Америка. В резултат на това е арестуван и престоява една нощ в затвора. По-късно той изнася лекции, в които разказва за този случай, пише срещу робството и помага на роби от Юга, които бягат на Север. Но най-значителното последствие от ареста и краткия му престой в затвора е есето му „Гражданско неподчинение“ (1849). В това есе Торо красноречиво излага възгледите си за това какво означава свободен гражданин и гражданско общество. Според Торо, всеки гражданин е в правото си да не изпълнява нарежданията на властимащите, ако те са несправедливи. Изречението „Маса хора водят живот на кротко отчаяние“ се превръща в сентенция, вдъхновяваща борците за свободи от най-различни раси, вероизповедания и партии. Идеята на Махатма Ганди за пасивното съпротивление, речите на Мартин Лутър Кинг против расовата дискриминация и дори политиката на Британската лейбъристка партия – всички те са повлияни повече или по-малко от това есе:
Повечето смятат, че проявят ли непокорство, вредата ще е по-голяма от ползата. Виновно за това е самото правителство. ТО Е, което действително прави вредата по-голяма от ползата. Защо не е по-разумно, та да предугажда и провежда необходимите реформи? Защо не тачи своето мъдро малцинство? Защо крещи и се съпротивлява, още преди да е наранено? Защо не поощрява своите граждани винаги да следят и го уведомяват за грешките му и тъй да му помагат да се справя с тях по-добре? Защо вечно разпъва Исуса, отлъчва от църквата Коперник и Лутер, а Вашингтон и Франклин обвинява в бунтарство? (от „Гражданско неподчинение“)
Предчувствайки, че умира от туберкулозата, която го е измъчвала от ранни младини, Торо подготвя някои от дневниците си за публикация. Днес всичко написано от него, е публикувано и възлиза на около 20 тома – дневници, есета, лекции, кореспонденции.
Торо остава ненадминат с пословичната си пестеливост (той е известен с това, че е преживявал почти без никакви пари) и със скромността си като човек. Умира на 45-годишна възраст в дома на родителите си на 6 май 1862 г.